# Калварийское самоуправление
Калвари́йское самоуправле́ние (лит. Kalvarijos savivaldybė) — муниципальное образование в Мариямпольском уезде Литвы. Образовано в 2000 году на части территорий Мариямпольского и Вилкавишкского районов.

## Населённые пункты
- 1 город — Калвария;
- 172 деревни.

Численность населения (2001):
- Калвария — 5 090
- Юнгенай — 929
- Юсевишяй — 421
- Сангруда — 411
- Микалаука — 312
- Любавас — 300
- Суснинкай — 275
- Брукай — 269
- Моцкай — 269
- Сенойи-Радишке — 258

## Археология
Хорошо сохранившийся скелет мужчины 25—30 лет (Turlojiske man) свидетельствует и заселении данной территории в эпоху раннего неолита представителями нарвской культуры (Nemunas-Narva culture). В бронзовом веке на местонахождениях Turlojiske 1 и Turlojiske 4 выращивали просо (вид Panicum miliaceum). У мужчины (RISE59), жившего на территории нынешней Сувалкии примерно 908—485 лет до н. э., была определена Y-хромосомная гаплогруппа R1a (субклада R1a1a1-M756).